# دادیوانک
دادیوانْک (ارمنی: Դադիվանք) یک منطقهٔ مسکونی در جمهوری آرتساخ است که در استان شاهومیان واقع شده‌است.